# GiannaBest
GiannaBest è una raccolta di Gianna Nannini pubblicata il 16 novembre 2007.
Raccoglie oltre 30 anni di carriera della cantautrice senese ed è il suo secondo album a piazzarsi alla 1ª posizione nella Classifica Album FIMI. Durante il tour promozionale, ne è stata editata una versione speciale contenente un terzo disco bonus.

## Descrizione
Prima raccolta dopo undici anni dal precedente, e ad esattamente venti anni di distanza dal primo best of Maschi e altri, GiannaBest include due dischi nella sua edizione standard e tre nell'edizione uscita durante il tour.
L'album comprende anche il brano Sola con la vela, il primo scritto da adolescente, nel 1971, e biglietto da visita con cui si presentava a molti concorsi per voci nuove, tre inediti e una nuova versione di Meravigliosa creatura, realizzata con gli arrangiamenti di Wil Malone.
I tre inediti presenti nell'album, scritti dalla Nannini con Pacifico, sono Suicidio d'amore, che raggiunge la 5ª posizione, Pazienza, uscito alla fine febbraio 2008, e Mosca cieca.
Nel corso della primavera 2008, la Nannini ha intrapreso il GiannaBest Live Tour 2008, un nuovo tour per riassumere tutta la sua carriera e promuovere gli inediti contenuti nella raccolta.

## Tracce
Edizione Standard
CD 1
1. Suicidio d'amore (Gianna Nannini, Pacifico) – 3:13
2. Mosca cieca (Nannini, Pacifico) – 2:46
3. Possiamo sempre (Alan Moulder Remix) (Nannini, Will Malone, Isabella Santacroce) – 4:18
4. Pazienza (Nannini, Pacifico) – 4:23
5. Sei nell'anima (Nannini, Pacifico) – 4:31
6. Dolente Pia (Short Version) (Nannini, Pia Pera) – 4:35
7. Radio Baccano (Radio Version) (Nannini, Jovanotti) – 4:55 (con Jovanotti)
8. Io senza te (Nannini) – 4:21
9. Scandalo (Live version) (Nannini) – 3:37
10. Mura mura (Nannini, Pera) – 4:07
11. Meravigliosa creatura (New Version 2007) (Nannini) – 4:12
12. America (Nannini) – 4:23
13. Revolution (Nannini) – 3:47
14. California (Nannini) – 8:13
15. Sola con la vela (Ghost track) (Nannini) – 3:40

CD2
1. Meravigliosa creatura (Nannini, Eugenio Mori) – 3:05
2. Io (Nannini, Santacroce) – 4:33
3. Fotoromanza (Nannini, Augusto Martelli) – 4:29
4. Ragazzo dell'Europa (Nannini) – 3:35
5. Profumo (Nannini) – 3:52
6. Bello e impossibile (Nannini, Fabio Pianigiani, Augusto Martelli) – 4:42
7. Latin lover (Nannini) – 4:35
8. I maschi (Short Version (Nannini) – 4:32
9. Aria (Perle version) (Nannini, Santacroce) – 3:48
10. Amandoti (Massimo Zamboni, Giovanni Lindo Ferretti) – 3:38
11. Elisir (Nannini, Avion Travel & Paolo Conte) (Paolo Conte) – 3:53
12. Notti senza cuore (Perle version) (Nannini) – 3:43
13. Alla fine (Nannini) – 4:37
14. Un desiderio (Inedito) (Nannini) – 3:55
15. Una luce (Perle version) (Nannini) – 3:19

Edizione Tour
CD 3
1. Un giorno disumano (Nannini) – 5:17
2. Dea (Live at Sheperd's Bush Empire, Londra) (Nannini, Pacifico) – 3:35
3. Hold the Moon/Sei nell'anima (Live at iTUNES Festival) (Nannini) – 4:39
4. Notti senza cuore (Live at iTUNES Festival) (Nannini) – 3:55
5. Possiamo sempre (Live at Sheperd's Bush Empire, Londra) (Nannini, Malone, Santacroce) – 4:22

DVD
1. Possiamo sempre (Live at Sheperd's Bush Empire, Londra)
2. Dea (Live at Sheperd's Bush Empire, Londra)
3. Un giorno disumano

## Formazione
- Gianna Nannini - voce, chitarra, pianoforte, tastiera, sintetizzatore, violino, programmazione, cori, chitarra elettrica
- Mauro Paoluzzi – chitarra acustica, chitarra elettrica
- Stefano Pulga – pianoforte, tastiera
- Dino D'Autorio – basso
- Walter Calloni – batteria, percussioni
- Claudio Pascoli – sassofono soprano, sassofono tenore
- Rudy Spinello - chitarra
- Conny Plank - sintetizzatore, produzione, percussioni
- Hans Baar - sintetizzatore, basso, chitarra, percussioni
- Rüdiger Braune - sintetizzatore, batteria, percussioni
- Claudio Golinelli - basso
- Mike Gong - sintetizzatore
- Annette Humpe - sintetizzatore, tastiera
- Jaki Liebezeit - sintetizzatore, percussioni, batteria
- Mauro Pagani - banjo, mandolino, violino, flauto
- Annie Lennox - tastiera
- Wolferats - cori
- Claudio Cattafesta - chitarra, cori
- Pino Scagliarini - tastiera, cori
- Freddy Steady - batteria, percussioni
- Fabio Pianigiani - chitarra, tastiera, organo Hammond, chitarra acustica
- Rainer Herzog - tastiera
- Rolf Lammers - tastiera, organo Hammond
- Nikko Weidmann - sintetizzatore, tastiera bassa
- Gino Lattuca - tromba
- Rüdiger Baldauf - tromba
- Jurgen Hiekel - sassofono tenore
- Reto Mandelkow - sassofono contralto
- George Mayer - sax
- Martin Doepke - arrangiamento, fiati
- Fabiana De Geronimo - cori
- Gina Di Maio - cori
- Gloria Campoluongo - cori
- David M. Allen - carillon, basso
- Igor Berin - chitarra
- Marco Colombo - chitarra, tastiera, percussioni, cori, chitarra acustica, chitarra elettrica, chitarra resofonica
- Rüdiger Elze - chitarra, chitarra elettrica
- Martin Evans - pianoforte
- Franco Faraldo - percussioni, cori
- Chris Jarrett - chitarra
- Andy Wright - tastiera, programmazione, cori
- Klaus Lehr - mandolino
- Corrado Sfogli - chitarra, mandolino, percussioni
- Jacqueline Shave - violino
- Patrick Kierman - violino
- Katie Wilkinston - violoncello, viola
- Deborah Jones - oboe
- Spider Stacy - tin whistle
- Elizabeth Randell - corno
- Chor der Neunen Gemeinheit - cori
- Derek Gale - cori
- Chris Millar - batteria
- Kurt Baebi - tastiera
- Simon Phillips - batteria
- Emily Burridge - violoncello
- Frank Kirchner - sassofono tenore
- Chrislo Haas - sassofono baritono, sintetizzatore
- Enio Pace - corno
- Rodolfo Bianchi - cori
- Margherita Zalaffi - cori
- Coro di Monlué - cori
- Luigi Schiavone - chitarra
- Alex Hacke - chitarra
- Dave Stewart - chitarra
- Dirk Herwing - chitarra
- Ralf Gustke - batteria
- Giuseppe Miramonti - violoncello
- Fernando Brusco - flicorno
- The Blanescu Quartet - archi
- Mara Redeghieri - cori
- Ivan Ciccarelli - batteria
- Stefano Cesca - programmazione
- Andrea De Filippo - basso, cori
- Andrea Bacchini - chitarra
- Fabrizio Barbacci - chitarra acustica, chitarra elettrica
- Fabrizio Simoncioni - programmazione
- Eugenio Mori - batteria
- Pippo Guarnera - organo Hammond
- Andrea Scaglia - chitarra acustica
- Benedict Frassinelli - programmazione
- Cesare Petricich - chitarra
- Vittorio Vergeat - chitarra acustica, chitarra elettrica
- London Philharmonic Orchestra - archi
- Will Malone - archi, tastiera, programmazione, pianoforte, cori, campana
- Laura Falcinelli - cori
- Peter Kaiser - basso
- Walter Kaiser - batteria
- Armand Volker - tastiera, programmazione, chitarra
- Adrian Weyermann - chitarra
- Thomas Fessler - chitarra acustica
- Raffaele Gulisano - basso
- Dominik Rugger - chitarra
- Christian Lohr - tastiera, sintetizzatore, pianoforte, organo Hammond, batteria
- Tommaso Marletta - chitarra, chitarra acustica, chitarra elettrica
- Davide Oliveri - batteria
- Pino Zimba - percussioni
- Solis String Quartet - archi
- Coro Città di Milano - cori
- Thomas Lang - batteria
- Ani Martirosyan - pianoforte
- Gaetano Leandro - programmazione
- Fausto Mesolella - chitarra
- Hans Maahn - basso
- Marco Capaccioni - programmazione
- Camillo Sampaolo - chitarra
- Lino De Rosa - basso
- Francesco Sartori - tastiera, pianoforte
- Nartan Marco Savona - arpa elettrica
- Sascha Ring - programmazione
- Davide Tagliapietra - programmazione, chitarra, batteria, chitarra acustica, chitarra elettrica
- Giulia Santaroni - cori
- Delay Lama - cori
- I Piccoli Cantori di Milano - cori
- Cristiano De André - violino, chitarra classica, tastiera, shaker
- Max Gelsi - basso

## Classifiche

### Classifiche settimanali
| Classifica (2007) | Posizione massima |
| ----------------- | ----------------- |
| Germania          | 32                |
| Italia            | 1                 |
| Portogallo        | 15                |
| Svizzera          | 23                |

### Classifiche di fine anno
| Classifica (2007) | Posizione |
| ----------------- | --------- |
| Italia            | 7         |
| Classifica (2008) | Posizione |
| Europa            | 53        |
| Italia            | 8         |
| Classifica (2010) | Posizione |
| Italia            | 93        |
| Classifica (2011) | Posizione |
| Italia            | 58        |